# Okręg Clermont
Okręg Clermont (fr. Arrondissement de Clermont) – okręg w północno-wschodniej Francji. Populacja wynosi 126 tysięcy.

## Podział administracyjny
W skład okręgu wchodzą następujące kantony:
- Breteuil,
- Clermont,
- Froissy,
- Liancourt,
- Maignelay-Montigny,
- Mouy,
- Saint-Just-en-Chaussée.